# Nick Sörensen
Nick Sörensen, född 23 oktober 1994 i Holbæk, Danmark, är en svensk-dansk före detta professionell ishockeyspelare. Sörensen gjorde seniordebut med Rögle BK i Hockeyallsvenskan under säsongen 2010/11. Därefter tillbringade han tre säsonger med Remparts de Québec i QMJHL. Vid NHL-draften 2013 blev han vald i andra rundan, som nummer 45 totalt av Anaheim Ducks, med vilka han skrev kontrakt i april 2014. Den efterföljande säsongen blev han utlånad av Ducks och återvände till Sverige, för spel med Skellefteå AIK i SHL som han tog ett SM-silver med.
Säsongen 2015/16 var han fortsatt utlånad av Ducks, och spelade för Linköping HC. Säsongen därpå gjorde han NHL-debut, men fick tillbringa större delen av säsongen med Ducks farmarlag, San Diego Gulls i AHL. I maj 2017 bekräftades det att Sörensen återvänt till Linköping HC, med vilka han spelade för fram till september 2019 då han återvände till Rögle BK. I november samma år ådrog han sig en hjärnskakning vilken gjorde att han tvingades avsluta sin spelarkarriär, något som bekräftades i mars 2021.
Hans pappa är dansk och hans mamma är svensk och trots att han är född i Danmark har han valt att representera Sveriges hockeylandslag. Han var med och vann silver vid junior-VM 2013 och junior-VM 2014.

## Karriär

### Klubblagskarriär
Sörensen påbörjade sin hockeykarriär med Malmö Redhawks, innan han inför säsongen 2009/10 började spela i Rögle BK:s juniorverksamhet. 2010/2011 debuterade Sörensen i Rögles A-lag i Hockeyallsvenskan, men lämnade laget inför den efterföljande säsongen, för att istället spela med Remparts de Québec i den kanadensiska juniorligan QMJHL. Han tillbringade totalt tre säsonger med Québec och gjorde 117 poäng på 98 grundseriematcher (56 mål, 61 assist). Vid NHL-draften 2013 valdes Sörensen som nummer 45 totalt, i andra rundan, av Anaheim Ducks.
I april 2014 skrev han på ett treårskontrakt med Ducks, men lånades under säsongen 2014/15 ut till Skellefteå AIK i SHL. Han fick dock en stor del av säsongen spolierad på grund av en handledsskada och gjorde inte SHL-debut förrän den 16 januari 2015. Den 25 februari samma år gjorde han sitt första SHL-mål, på Oscar Alsenfelt, när Skellefteå besegrade Leksands IF med 2–6. Vid säsongens slut tilldelades Sörensen ett SM-silver då Skellefteå förlorat finalserien mot Växjö Lakers med 2–4 i matcher. Den 30 april 2015 meddelades det att Ducks lånat ut Sörensen till Linköping HC för säsongen 2015/16. Den 16 september debuterade han för Linköping i SHL och noterades för ett mål då laget besegrade Djurgårdens IF med 3–2. Under grundserien missade han totalt 15 seriematcher, både på grund av skador och en avstängning. På 37 matcher stod han för 23 poäng (10 mål, 13 assist).
Inför säsongen 2016/17 återvände Sörensen till Nordamerika och lyckades slå sig in i Anaheims Ducks trupp. Han gjorde NHL-debut den 13 oktober 2016 i en 4–2-förlust mot Dallas Stars. Sju dagar senare gjorde han sin första NHL-poäng då han noterades för en assist i en 3–2-seger mot Philadelphia Flyers. Två dagar senare meddelade Ducks att man flyttat ner Sörensen till klubbens farmarlag, San Diego Gulls i AHL, med vilka han tillbringade resten av säsongen. På 48 AHL-matcher stod han för 22 poäng (tio mål, tolv assist). Den 23 maj 2017 bekräftades det officiellt att Sörensen återvänt till Sverige och SHL, efter att ha skrivit ett tvåårsavtal med Linköping HC. Han missade inledningen av grundserien sedan han ådragit sig en skada under en försäsongsmatch. Totalt noterades han för 22 poäng på 37 matcher och slutade tvåa i lagets interna skytteliga med 14 gjorda mål. Även i det efterföljande slutspelet skadade Sörensen sig och missade därmed lagets tre sista matcher i kvartsfinalserien mot Djurgårdens IF.
Under sin tredje säsong i Linköping bekräftades det den 28 november 2018 att Sörensen förlängt sitt avtal med klubben med ytterligare tre år. Trots detta bröts avtalet i samförstånd den 29 september 2019. Senare samma dag meddelades det att Sörensen anslutit till Rögle BK för resterande del av säsongen. I en match mot Malmö Redhawks i november 2019 ådrog sig Sörensen en hjärnskakning sedan han blivit tacklad av motståndaren Jesper Jensen. Detta gjorde att han missade resten av säsongen. Som en följd av denna skada meddelade Sörensen den 11 mars 2021 att han avslutat sin karriär som ishockeyspelare.

### Landslagskarriär
2013 blev Sörensen uttagen till Sveriges juniorlandslag till JVM 2013 i Ryssland. Sverige gick obesegrade fram till finalen, där man dock föll mot USA med 1–3. Sörensen gick poänglös ur turneringen. Året därpå var han återigen uttagen till JVM, som denna gång avgjordes i Sverige. Likt föregående år gick Sverige obesegrade fram till finalen, där man förlorade mot Finland med 2–3 efter förlängning. Sörensen spelade samtliga sju matcher och noterades för totalt sex poäng (två mål, fyra assist).
7 april 2016 debuterade Sörensen i Tre Kronor och gjorde också sitt första A-landslagsmål, då Sveriges besegrades av Schweiz med 3–5 i en träningslandskamp.

## Statistik

### Klubblag
| 2010–11                  | Rögle BK                 | HA                       | 6   | 0  | 0  | 0   | 2  | —  | —  | — | —  | —  |
| 2011–12                  | Remparts de Québec       | QMJHL                    | 8   | 5  | 4  | 9   | 2  | —  | —  | — | —  | —  |
| 2012–13                  | Remparts de Québec       | QMJHL                    | 46  | 20 | 27 | 47  | 18 | 8  | 7  | 3 | 10 | 10 |
| 2013–14                  | Remparts de Québec       | QMJHL                    | 44  | 31 | 30 | 61  | 43 | 5  | 6  | 3 | 9  | 8  |
| 2014–15                  | Skellefteå AIK           | SHL                      | 14  | 1  | 3  | 4   | 4  | 8  | 0  | 0 | 0  | 2  |
| 2015–16                  | Linköping HC             | SHL                      | 37  | 10 | 13 | 23  | 37 | 6  | 0  | 3 | 3  | 2  |
| 2016–17                  | Anaheim Ducks            | NHL                      | 5   | 0  | 1  | 1   | 2  | —  | —  | — | —  | —  |
| 2016–17                  | San Diego Gulls          | AHL                      | 48  | 10 | 12 | 22  | 38 | 8  | 2  | 2 | 4  | 8  |
| 2017–18                  | Linköping HC             | SHL                      | 37  | 14 | 8  | 22  | 14 | 4  | 0  | 1 | 1  | 4  |
| 2018–19                  | Linköping HC             | SHL                      | 39  | 14 | 9  | 23  | 22 | —  | —  | — | —  | —  |
| 2019–20                  | Linköping HC             | SHL                      | 6   | 0  | 0  | 0   | 4  | —  | —  | — | —  | —  |
| 2019–20                  | Rögle BK                 | SHL                      | 15  | 1  | 4  | 5   | 4  | —  | —  | — | —  | —  |
| SHL totalt               | SHL totalt               | SHL totalt               | 148 | 40 | 37 | 77  | 85 | 18 | 0  | 4 | 4  | 8  |
| AHL totalt               | AHL totalt               | AHL totalt               | 48  | 10 | 12 | 22  | 38 | 8  | 2  | 2 | 4  | 8  |
| Hockeyallsvenskan totalt | Hockeyallsvenskan totalt | Hockeyallsvenskan totalt | 6   | 0  | 0  | 0   | 2  | —  | —  | — | —  | —  |
| NHL totalt               | NHL totalt               | NHL totalt               | 5   | 0  | 1  | 1   | 2  | —  | —  | — | —  | —  |
| QMJHL totalt             | QMJHL totalt             | QMJHL totalt             | 98  | 56 | 61 | 117 | 63 | 13 | 13 | 6 | 19 | 18 |

### Internationellt
| År            | Lag           | Turnering     | Matcher | Mål | Assists | Poäng | Utv. |
| ------------- | ------------- | ------------- | ------- | --- | ------- | ----- | ---- |
| 2013          | Sverige       | JVM           | 6       | 0   | 0       | 0     | 2    |
| 2014          | Sverige       | JVM           | 7       | 2   | 4       | 6     | 4    |
| Junior totalt | Junior totalt | Junior totalt | 13      | 2   | 4       | 6     | 6    |